# Ritratto di giovane (Tiziano Londra)
Il Ritratto di giovane è un dipinto a olio su tela (111x84 cm) di Tiziano, databile al 1515 circa e conservato nella National Gallery di Londra.

## Storia
L'opera è nota da quando era nelle collezioni di Edward Wood a Temple Newsman, arrivando in seguito a quelle del conte di Halifax. Dal 1992 è concessa in deposito al museo londinese.
L'attribuzione a Tiziano, formulata per primo da Gronau, è oggi in larghissima parte accettata, con qualche dubbio su Giorgione o anche Lorenzo Lotto.
Nel 2009 l'opera venne ritirata dal museo e messa in vendita, ma non ricevette acquirenti.

## Descrizione e stile
Su uno sfondo scuro, in cui si scorgono pochi elementi architettonici di una stanza, un uomo è rappresentato a mezza figura, investito dalla luce e presso un parapetto, dove appoggia una mano che regge i guanti, mentre l'altra tiene il grande cappello, come se stesse per uscire all'aperto o fosse appena rincasato. La posizione è di tre quarti verso sinistra e lo sguardo è fisso nel vuoto, in lontananza.
Nello sfondo si nota una bassorilievo classicheggiante, dove si intravedono le lettere "C" e un'altra ormai illeggibile, vicino a un serpentello, tralci di vite e un mascherone, sicuramente indizi per indicare l'identità dell'effigiato, non ancora decifrati.
Con ampie pennellate l'artista ricreò gli effetti lucidi della seta nera sulla manica, mentre l'effetto del velluto rosso è ottenuto con veloci colpi perpendicolari col pennello.
Fortissima è l'individuazione fisiognomica del soggetto, con gli occhi leggermente incavati, il volto asciutto, il mento appuntito, il naso dritto. Gli occhi chiari e lo sguardo pensieroso suggeriscono un carattere meditativo, mentre le sopracciglia leggermente accentuate sulla fronte sono indice di intelligenza. Il collo lungo e dritto esprime nobiltà, mentre la mascella serrata pare alludere a una certa risolutezza.
Tanto realismo e individuazione psicologica ha un parallelo, nella ritrattistica giovanile di Tiziano, nella figura centrale del Concerto a Palazzo Pitti.